# 慈城西駅
慈城西駅（じじょうにしえき）は、中華人民共和国浙江省寧波市江北区に位置する寧波軌道交通4号線の駅である。

## 歴史
- 2025年1月10日：開業[1]。

## 参考資料
1. ↑  “4号線上暂停运营区段提前至明日恢复慈城西站同步开通-新闻中心-中国宁波网”. news.cnnb.com.cn. 2025- 01- 09時点のオリジナルよりアーカイブ。2025年1月9日閲覧。